# Nati nel 1930/Dicembre
| Questa pagina contiene informazioni ricavate automaticamente dalle voci biografiche con l'ausilio del template Bio e di un bot. L'aggiornamento è periodico e automatico e ricostruisce completamente la pagina. Se manca una persona in questa lista, sei pregato di non aggiungerla, ma accertati piuttosto che la sua voce biografica contenga il template Bio e che i dati anagrafici siano correttamente compilati. Se il template Bio manca, inseriscilo tu stesso o, in alternativa, metti l'avviso {{tmp\|Bio}} che ne segnala la mancanza. Se i dati riportati sono sbagliati, correggi direttamente la voce biografica; le modifiche saranno visibili in questa lista entro pochi giorni. Per chiarimenti vedi il progetto biografie. La lista contiene solo le 183 persone che sono citate nell'enciclopedia e per le quali è stato implementato correttamente il template Bio. Pagina aggiornata al 2 ago 2025. |

- 1º dicembre - Choe Thae-bok, politico nordcoreano († 2024)
- 1º dicembre - Francesco Finocchiaro, imprenditore e dirigente d'azienda italiano († 1995)
- 1º dicembre - Bob Frojen, pallanuotista statunitense († 2005)
- 1º dicembre - Bill Kenville, cestista statunitense († 2018)
- 1º dicembre - Matt Monro, cantante inglese († 1985)
- 1º dicembre - Riccardo Toros, calciatore italiano († 2001)
- 2 dicembre - Renzo Agosto, architetto italiano († 2015)
- 2 dicembre - Gary Becker, economista statunitense († 2014)
- 2 dicembre - Roberto Capucci, stilista italiano
- 2 dicembre - Giacomo Dell'Orso, compositore, arrangiatore e polistrumentista italiano († 2024)
- 2 dicembre - Emmanuel Lê Phong Thuận, vescovo cattolico vietnamita († 2010)
- 2 dicembre - Georges Matheron, statistico francese († 2000)
- 2 dicembre - Joseph Novak, pedagogista statunitense († 2023)
- 2 dicembre - Natasha Parry, attrice britannica († 2015)
- 2 dicembre - David Piper, pilota automobilistico britannico
- 3 dicembre - Salvatore Borelli, poeta italiano († 2004)
- 3 dicembre - Frédéric Etsou-Nzabi-Bamungwabi, cardinale e arcivescovo cattolico della Repubblica Democratica del Congo († 2007)
- 3 dicembre - Jean-Luc Godard, regista, sceneggiatore e montatore francese († 2022)
- 3 dicembre - Francesco Perrone, mezzofondista e maratoneta italiano († 2020)
- 4 dicembre - Jim Hall, chitarrista statunitense († 2013)
- 4 dicembre - Fabio Presca, cestista e dirigente sportivo italiano († 2008)
- 4 dicembre - René Privat, ciclista su strada francese († 1995)
- 4 dicembre - Félix Cuadrado Lomas, pittore spagnolo († 2021)
- 4 dicembre - Jacqueline du Bief, ex pattinatrice artistica su ghiaccio francese
- 5 dicembre - Lionel Cox, pistard australiano († 2010)
- 5 dicembre - Guttorm Fløistad, filosofo norvegese
- 5 dicembre - Larry Kert, attore, cantante e ballerino statunitense († 1991)
- 5 dicembre - Sergio Lusso, calciatore italiano († 1998)
- 5 dicembre - Domenico Oppedisano, mafioso italiano
- 5 dicembre - Brian Tobin, tennista e dirigente sportivo australiano († 2024)
- 5 dicembre - Roger Vonlanthen, calciatore e allenatore di calcio svizzero († 2020)
- 6 dicembre - Carmelo Cedrún, allenatore di calcio e ex calciatore spagnolo
- 6 dicembre - Mic Delinx, fumettista francese († 2002)
- 6 dicembre - Rolf Hoppe, attore tedesco († 2018)
- 6 dicembre - André Lerond, calciatore francese († 2018)
- 6 dicembre - Manlio Maradei, giornalista e scrittore italiano († 2024)
- 6 dicembre - Gastone Perin, ex calciatore italiano
- 6 dicembre - Carlo Reali, attore e doppiatore italiano
- 6 dicembre - Wojciech Zabłocki, schermidore polacco († 2020)
- 7 dicembre - Clemente Gotti, calciatore italiano († 2009)
- 7 dicembre - Giorgio Gualerzi, giornalista, critico musicale e saggista italiano († 2016)
- 7 dicembre - Dani Karavan, scultore, pittore e coreografo israeliano († 2021)
- 7 dicembre - Skull Murphy, wrestler canadese († 1970)
- 7 dicembre - Seymour Schwartzman, cantante lirico statunitense († 2009)
- 7 dicembre - Lupe Serrano, ballerina e insegnante cilena († 2023)
- 8 dicembre - Ludvig Dornig, sciatore alpino sloveno († 1996)
- 8 dicembre - Raoul Gatto, fisico italiano († 2017)
- 8 dicembre - Michael Kahn, montatore statunitense
- 8 dicembre - Sherwin B. Nuland, chirurgo e scrittore statunitense († 2014)
- 8 dicembre - Maximilian Schell, attore e regista austriaco († 2014)
- 9 dicembre - Nella Alverà, giocatrice di curling italiana
- 9 dicembre - Osvaldo Codaro, pallanuotista, allenatore di pallanuoto e arbitro di pallanuoto argentino († 2017)
- 9 dicembre - Buck Henry, attore, sceneggiatore e regista statunitense († 2020)
- 9 dicembre - Felicia Langer, avvocato e scrittrice tedesca († 2018)
- 9 dicembre - Francesco Maselli, regista italiano († 2023)
- 9 dicembre - Óscar Humberto Mejía Victores, politico e generale guatemalteco († 2016)
- 9 dicembre - Edoardo Sanguineti, poeta, scrittore e drammaturgo italiano († 2010)
- 9 dicembre - Gaetano Scamarcio, politico e avvocato italiano († 2014)
- 10 dicembre - Severino Baraldi, illustratore italiano († 2023)
- 10 dicembre - Giorgio Chanu, politico italiano († 1997)
- 10 dicembre - Ray Felix, cestista statunitense († 1991)
- 10 dicembre - Ladislav Fouček, pistard cecoslovacco († 1974)
- 10 dicembre - Per Jensen, calciatore danese († 2009)
- 10 dicembre - Mario Laganà, politico italiano
- 10 dicembre - Sergio Liberovici, etnomusicologo e compositore italiano († 1991)
- 10 dicembre - Emilio Rodríguez Almeida, archeologo e storico spagnolo († 2016)
- 11 dicembre - Guido Guglielmi, critico letterario e italianista italiano († 2002)
- 11 dicembre - Chus Lampreave, attrice spagnola († 2016)
- 11 dicembre - Evgenij Lemeško, allenatore di calcio e calciatore sovietico († 2016)
- 11 dicembre - Nguyễn Ngọc Loan, generale e politico vietnamita († 1998)
- 11 dicembre - Jean-Louis Trintignant, attore, regista e sceneggiatore francese († 2022)
- 12 dicembre - Günter Mack, attore tedesco († 2007)
- 12 dicembre - Remo Mosa, bobbista italiano († 1995)
- 12 dicembre - Silvio Santos, conduttore televisivo, imprenditore e dirigente d'azienda brasiliano († 2024)
- 12 dicembre - Cesar Virata, politico e imprenditore filippino
- 13 dicembre - Haim Buch, calciatore israeliano († 2011)
- 13 dicembre - Lucio Ceccarini, pallanuotista italiano († 2009)
- 13 dicembre - Giovanni Moroni, politico italiano († 1992)
- 13 dicembre - Robert Prosky, attore statunitense († 2008)
- 13 dicembre - Nikolaj Rybnikov, attore sovietico († 1990)
- 13 dicembre - Tranquillo Scudellaro, ciclista su strada italiano († 2000)
- 13 dicembre - Evgenija Sidorova, sciatrice alpina russa († 2003)
- 13 dicembre - Natan Zach, scrittore e poeta israeliano († 2020)
- 14 dicembre - Rosanna Carteri, soprano italiano († 2020)
- 14 dicembre - Shmuel Gonen, generale israeliano († 1991)
- 14 dicembre - Fred Gray, attivista e avvocato statunitense
- 14 dicembre - Suzanne Morrow, pattinatrice artistica su ghiaccio canadese († 2006)
- 14 dicembre - Saverio Rampin, pittore italiano († 1992)
- 14 dicembre - Edgard Sorgeloos, ciclista su strada, pistard e dirigente sportivo belga († 2016)
- 15 dicembre - Peter Hopkirk, giornalista e storico inglese († 2014)
- 15 dicembre - Bob Hughes, nuotatore e pallanuotista statunitense († 2012)
- 15 dicembre - Henri B. Kagan, chimico francese
- 15 dicembre - Antonietta Meo, italiana († 1937)
- 15 dicembre - Edna O'Brien, scrittrice irlandese († 2024)
- 15 dicembre - Aldo Pastore, politico italiano († 2022)
- 15 dicembre - Lilian Terry, cantante, compositrice e conduttrice televisiva italiana († 2023)
- 16 dicembre - Gaspare De Caro, storico, scrittore e saggista italiano († 2015)
- 16 dicembre - Jim Hoverder, cestista statunitense († 1994)
- 16 dicembre - Lewis Lockwood, compositore e musicologo statunitense
- 16 dicembre - Renato Peroni, archeologo italiano († 2010)
- 16 dicembre - Jimmy Smith, calciatore inglese († 2022)
- 16 dicembre - Ambrogio Valsecchi, presbitero e teologo italiano († 1983)
- 16 dicembre - Bill Young, politico statunitense († 2013)
- 17 dicembre - Raymond Abad, allenatore di calcio e calciatore francese († 2018)
- 17 dicembre - Giorgio Cavedon, editore, fumettista e sceneggiatore italiano († 2001)
- 17 dicembre - Bob Guccione, editore, disegnatore e produttore cinematografico statunitense († 2010)
- 17 dicembre - Willi Leißler, cestista tedesco († 2014)
- 17 dicembre - Armin Mueller-Stahl, attore e pittore tedesco
- 18 dicembre - Severino Cavalcanti, politico brasiliano († 2020)
- 18 dicembre - Mario Ravagnan, schermidore italiano († 2006)
- 19 dicembre - John Bone, calciatore inglese († 2002)
- 19 dicembre - Evgenij Maskinskov, marciatore sovietico († 1985)
- 19 dicembre - Georg Stollenwerk, calciatore tedesco († 2014)
- 20 dicembre - Dominic Barto, attore statunitense († 2019)
- 20 dicembre - Regīna Ezera, scrittrice lettone († 2002)
- 20 dicembre - Rudi Felgenheier, pilota motociclistico tedesco († 2005)
- 20 dicembre - Renzo Palmer, attore, doppiatore e conduttore televisivo italiano († 1988)
- 20 dicembre - Jerry Perenchio, produttore cinematografico statunitense († 2017)
- 20 dicembre - Antoine Vitez, regista teatrale, attore teatrale e attore cinematografico francese († 1990)
- 21 dicembre - Onofrio Carruba, linguista e orientalista italiano († 2016)
- 21 dicembre - Rober Eryol, calciatore turco († 2000)
- 21 dicembre - Humphrey Mijnals, calciatore surinamese († 2019)
- 21 dicembre - Phil Roman, animatore e regista statunitense
- 21 dicembre - Kalevi Sorsa, politico finlandese († 2004)
- 22 dicembre - Adriano Bausola, filosofo italiano († 2000)
- 22 dicembre - Per Bredesen, calciatore norvegese († 2022)
- 22 dicembre - Jacques Louis Antoine Marie David, vescovo cattolico francese († 2018)
- 22 dicembre - Abdul Rahman Ghassemlou, politico iraniano († 1989)
- 22 dicembre - Salvatore Gionta, pallanuotista italiano († 2025)
- 22 dicembre - Ardalion Ignat'ev, velocista sovietico († 1998)
- 22 dicembre - Amnon Kapeliouk, giornalista e scrittore israeliano († 2009)
- 22 dicembre - Beryl Penrose, tennista australiana († 2021)
- 22 dicembre - Romolo Augusto Staccioli, storico italiano
- 23 dicembre - Colin Blakely, attore britannico († 1987)
- 23 dicembre - Lorenzo Caratti di Valfrei, genealogista e araldista italiano († 2007)
- 23 dicembre - Ana Casares, attrice polacca († 2007)
- 23 dicembre - Shahdi Langroudi, poeta iraniano († 1993)
- 23 dicembre - Jean Stewart, nuotatrice neozelandese († 2020)
- 24 dicembre - Bruno Bertotti, fisico italiano († 2018)
- 24 dicembre - Franco Cetrelli, partigiano italiano († 1945)
- 24 dicembre - Arsenio Iglesias, calciatore e allenatore di calcio spagnolo († 2023)
- 24 dicembre - Robert Joffrey, ballerino, coreografo e produttore teatrale statunitense († 1988)
- 24 dicembre - Matti Köli, cestista finlandese († 2018)
- 24 dicembre - Pier Giorgio Perotto, ingegnere e informatico italiano († 2002)
- 25 dicembre - Emanoul Aghasi, pugile iraniano († 2021)
- 25 dicembre - Armenak Alačačjan, cestista e allenatore di pallacanestro sovietico († 2017)
- 25 dicembre - Gerhard Bletschacher, politico tedesco
- 25 dicembre - Richard Dixon, chimico britannico († 2021)
- 25 dicembre - Erik Durschmied, scrittore e giornalista austriaco
- 25 dicembre - Richard Hall, ufologo statunitense († 2009)
- 25 dicembre - Stojan Kočov, storico, pubblicista e scrittore macedone († 2023)
- 25 dicembre - Pedro Murúa, hockeista su prato spagnolo († 2019)
- 25 dicembre - Raimondo Rizzu, politico italiano († 2015)
- 26 dicembre - Giulio Bosetti, attore, regista teatrale e doppiatore italiano († 2009)
- 26 dicembre - Jean Ferrat, cantautore, paroliere e musicista francese († 2010)
- 26 dicembre - Wilferd Madelung, arabista, islamista e saggista tedesco († 2023)
- 26 dicembre - Donald Moffat, attore britannico († 2018)
- 26 dicembre - Dave Nutting, informatico e scrittore statunitense († 2020)
- 27 dicembre - Rodolfo Beltrandi, ex calciatore italiano
- 27 dicembre - Lamara Chkonia, cantante lirica e soprano georgiana († 2024)
- 27 dicembre - Wolfgang Plath, musicologo tedesco († 1995)
- 27 dicembre - Marshall Sahlins, antropologo statunitense († 2021)
- 28 dicembre - Mariam A. Aleem, artista e designer egiziana († 2010)
- 28 dicembre - Franzl Lang, cantante tedesco († 2015)
- 28 dicembre - Ed Thigpen, batterista statunitense († 2010)
- 29 dicembre - Stefano Altieri, attore italiano († 2024)
- 29 dicembre - Guillermo Díaz Zambrano, calciatore cileno († 1997)
- 29 dicembre - Rebecca Pan, cantante e attrice cinese
- 29 dicembre - Vladimir Ryžkin, calciatore sovietico († 2011)
- 29 dicembre - Battista Tresoldi, calciatore italiano († 1978)
- 30 dicembre - Elmira Minita Gordon, politica beliziana († 2021)
- 30 dicembre - Ora Nudel, ex cestista e scacchista israeliana
- 30 dicembre - Dündar Ali Osman Osmanoğlu, principe ottomano († 2021)
- 30 dicembre - Panajot Panajotov, calciatore bulgaro († 1996)
- 30 dicembre - Fritz Scheidegger, pilota motociclistico svizzero († 1967)
- 30 dicembre - Tu Youyou, chimica cinese
- 31 dicembre - Lisa Daniels, attrice, produttrice cinematografica e produttrice televisiva britannica († 2010)
- 31 dicembre - Renate Hoy, modella e attrice tedesca († 2024)
- 31 dicembre - Ján Kulich, scultore e insegnante slovacco († 2015)
- 31 dicembre - Anatolij Kuznecov, attore sovietico († 2014)
- 31 dicembre - Karl Neuse, pallanuotista tedesco († 2022)
- 31 dicembre - Odetta, cantante e chitarrista statunitense († 2008)
- 31 dicembre - Tuomo Ristola, cestista finlandese († 2008)